# گیته مادسن
گیته مادسن (دانمارکی: Gitte Madsen؛ زادهٔ ۲۴ مارس ۱۹۶۹) بازیکن هندبال اهل دانمارک بود.
از افتخارات وی میتوان به کسب مدال طلا به‌همراه تیم ملی هندبال زنان دانمارک در بازی‌های المپیک تابستانی ۱۹۹۶ اشاره کرد. 